# Даннекер, Теодор
Теодор Даннекер (нем. Theodor Dannecker; 27 марта 1913, Тюбинген, Германская империя — 10 декабря 1945, Бад-Тёльц, Американская зона оккупации Германии) — гауптштурмфюрер СС, «специалист по осуществлению еврейского вопроса», ближайший помощник Адольфа Эйхмана.

## Биография
Теодор Даннекер родился 27 марта 1913 года в семье торговца. Его отец, умерший в ноябре 1918 года, владел магазином мужской одежды. С 1922 года Теодор посещал гимназию в Тюбингене, а позже перевёлся в реальное училище. В 1928 году получил аттестат о среднем общем образовании, после чего посещал торговую школу в Ройтлингене. С 1930 года учился коммерции в Штутгарте, однако через два месяца бросил учёбу, поскольку помогал своей больной матери вести торговые дела.
20 июня 1932 года был зачислен в ряды СС. 1 августа 1932 года вступил в НСДАП (билет № 1234220). В 1934 году был переведён в части усиления СС. В том же году Даннекер поступил на службу в охрану концлагерей Ораниенбург и Колумбия-Хаус. В 1935 году был принят в аппарат СД и в марте 1937 года был переведён в отдел по делам евреев в СД.
В 1938 году когда Адольф Эйхман организовал в Вене центральное бюро еврейской эмиграции, Даннекер тем временем руководил отделом по делам евреев в Берлине. В начале 1939 года Даннекер был ненадолго отстранён от работы, поскольку участвовал в драке в нетрезвом состоянии. В конце 1939 года был переведён в отдел IV B 4 (еврейский вопрос) в главном управлении имперской безопасности (РСХА), который возглавлял Адольф Эйхман. После того как создание еврейской резервации в Польше оказалось неосуществимым, Франц Радемахер из министерства иностранных дел летом 1940 года вернулся к плану «Мадагаскар». Рейнхард Гейдрих поручил Даннекеру разработать «подробный план технической реализации».
5 сентября 1940 года Даннекер стал начальником отдела по еврейскому вопросу в отделении СД в Париже. Даннекер обладал исключительно точной информацией о планах из Берлина, которые в то время предусматривали депортацию всех европейских евреев на территорию СССР в качестве «территориального решения еврейского вопроса».
По настоянию Даннекера и при поддержке немецкого посла Отто Абеца и Карла-Теодора Цайтшеля военная администрация согласилась с предложением об интернировании иностранных евреев, но только для криминальных и политически активных лиц и в количестве от трех до пяти тысяч. В мае 1941 года Даннекер приказал арестовать 3746 евреев и отправил их в лагеря Питивьер и Боне-ла-Роланд. После нападений на немецких солдат военный командующий Отто фон Штюльпнагель санкционировал крупную облаву в Париже, которая была проведена французской полицией под руководством Даннекера 20 августа 1941 года. 4323 еврея были помещены в транзитный лагерь Дранси. В декабре 1941 года Даннекер приказал арестовать тысячу «провинившихся» евреев и поместить их в лагерь в Компьене до запланированной депортации.
В марте 1942 года Даннекер находился в главном управлении имперской безопасности в Берлине, когда готовилась депортация 5000 евреев из оккупированной Франции. Уже в этот момент Даннекер знал, что евреи будут убиты, и что их массовое уничтожение уже началось. Первый обширный транспорт в концлагерь Освенцим с 1112 евреями покинул лагерь в Компьене 27 марта 1942 года. Еще шесть последовали за ним к концу июля.  30 июня 1942 года Даннекер издал более точные инструкции по депортации еврейского населения с оккупированной территории. Дальнейшие планы предусматривали депортацию ста тысяч евреев из Франции, однако из-за нехватки транспортных средств это число было сокращено до сорока тысяч. Однако Даннекеру удалось добиться от генерального секретаря полиции правительства Виши Рене Буске сдачи евреев без гражданства и иностранцев. В ходе масштабной облавы 16 и 17 июля 1942 года было захвачено 12884 еврея, в том числе около 4000 детей.
В августе 1942 года Даннекер был неожиданно отозван. Поводом послужило незначительное нарушение правил дорожного движения и пьянство, хотя настоящей причиной было разногласие с начальником полиции безопасности Гельмутом Кнохеном.
Еще в 1942 году дипломат Мартин Лютер из министерства иностранных дел призывал болгарское правительство согласиться на депортацию своих граждан, проживающих в Германии. В октябре 1942 года министерство иностранных дел вновь проявило активность в решении «еврейского вопроса. Немецкий посланник в Софии Адольф Гейнц Беккерле проинформировал министерство иностранных дел о принципиальной готовности Болгарии депортировать болгарских евреев. Министерство иностранных дел и главное управление безопасности были в равной степени вовлечены в процесс назначения специалиста по еврейскому вопросу.
С января 1942 года Даннекер был прикомандирован к Фридриху Панцингеру, полицейскому атташе в Софии, в качестве специалиста по еврейскому вопросу. Формально он был помощником полицейского атташе в аппарате немецкого посольства и принадлежал министерству иностранных дел, но де-факто оставался штатным сотрудником СД.
2 февраля 1943 года Даннекер и Александр Белев из болгарского комиссариата по делам евреев разработали план «переселения» 20 000 евреев из аннексированных Болгарией территорий Фракии и Северной Македонии. Обе стороны знали, что там проживало не более 12 000 евреев, и тайно намеревались включить в депортацию несколько тысяч евреев из прилегающих районов. Кроме того, было также рекомендовано интернировать всех евреев мужского пола, проживавших в довоенной Болгарии. В середине февраля 1943 года совет министров Болгарии одобрил этот план.
4 марта 1943 года начались аресты фракийских евреев. 9 марта Эйхман подтвердил, что техническая подготовка к «выполнению плана эвакуации» для первоначальных 20 000 евреев была завершена. Вскоре после этого Даннекеру сообщили, что железнодорожные перевозки придется отложить до апреля. Затем Даннекер распорядился, чтобы 4150 евреев были перевезены на пароходе в Вену 22 марта, а оттуда в лагерь уничтожения Треблинка. Македонские евреи были арестованы 10 марта и 7122 из них были позже депортированы в товарных вагонах в Треблинке, где они были уничтожены
Сразу же после первых арестов евреев из Болгарии возникло массовое сопротивление, которое в конечном итоге привело к их спасению. Царь Борис III во время своего визита в Германию в начале апреля подчеркнул, что он дал согласие только на депортацию евреев с новоприобретенных территорий и что он хотел использовать болгарских евреев для строительства дорог. Белев и Даннекер предложили министру внутренних дел Болгарии два варианта развития событий: депортация всех 51 000 евреев на Восток или переселение всех евреев из Софии в провинции. Борис III выбрал вариант переселения. Даннекер формально оставался в Болгарии до 21 марта 1944 года, но в сентябре 1943 года был отправлен в Италию.
Подготовка и проведение депортации, решение о которой было принято еще до 24 декабря 1943 года, были возложены на Даннекера. Даннекер сформировал мобильную айнзацкоманду «Италия» состоявшую из десяти эсэсовцев, которая действовала в разных городах и в последний раз находилась в Вероне. Депортации должны были начаться на юге Италии. Первым городом был выбран Неаполь. Народное восстание против немецких войск, вспыхнувшее в Неаполе в конце сентября 1943 года, привело к отмене этого плана, и взамен него началась подготовка к акции в Риме.
Герберт Капплер, командир полиции безопасности и СД в Риме, Айтель Фридрих Мёльхаузен из немецкого посольства и фельдмаршал Альберт Кессельринг выступили против операции по аресту в Риме, заявив, что в данной политической ситуации это нецелесообразно. После консультации с Иоахимом фон Риббентропом было сказано, что Гитлер дал указание, чтобы евреи, проживающие в Риме, были доставлены в концлагерь Маутхаузен в качестве заложников . 16 октября 1943 года Даннекер провел рейд в римском гетто, в ходе которого, несмотря на тщательную подготовку, удалось арестовать только 1259 евреев вместо ожидаемых шести тысяч. Через два дня 1022 задержанных вместо Маутхаузена были доставлены в Освенцим, где после отбора 839 из них были убиты в газовых камерах. Затем Даннекер перенес свою деятельность на север Италии и провел рейды во Флоренции, Сиене, Болонье, Венеции и Милане, захватив в общей сложности более четырехсот евреев. 9 ноября второй поезд отправился из Флоренции в концлагерь Освенцим. В начале января 1944 года Даннекер покинул Италию и вернулся в Софию.
В марте 1944 года Даннекер вместе с другими консультантами по еврейскому вопросу  прибыл в Маутхаузен, где зондеркоманда Эйхмана готовила депортацию еврейского населения Венгрии. Даннекер отвечал за операции по аресту в Кошице и Секешфехерваре. Один из трех маршрутов, по которым с ноября 1944 года еврейские рабочие отряды пешком отправлялись в Германию, назывался «маршрутом Даннекера». В конце ноября 1944 года Даннекер проводил рейды по розыску людей с поддельными охранными свидетельствами. Только когда Будапешт был почти окружен войсками Красной армии, Эйхман и Даннекер бежали из города, переодевшись в униформу вермахта.
До середины марта 1945 года Даннекер оставался в Берлине. Вероятно, он скрывался в течение нескольких месяцев после капитуляции Германии, пока не выяснил местонахождение своей жены. 9 декабря 1945 года был арестован американской военной полицией в Бад-Тёльце и на следующий день покончил жизнь самоубийством. Его тело было опознано женой, а затем выдано для захоронения.

## Комментарии
1. ↑  Изначально нацисты рассматривали решение еврейского вопроса путем создания крупных еврейских резерваций на территории оккупированной Польши